# لوئی فلوش
لوئی فلوش (فرانسوی: Louis Floch‎؛ زادهٔ ۲۸ دسامبر ۱۹۴۷) بازیکن فوتبال اهل فرانسه بود.
از باشگاه‌هایی که در آن بازی کرده‌است می‌توان به باشگاه فوتبال موناکو، باشگاه فوتبال استاد برستوا ۲۹، باشگاه فوتبال رن، و باشگاه فوتبال پاری سن ژرمن اشاره کرد.
وی همچنین در تیم ملی فوتبال فرانسه بازی کرده‌است.